# Pedro Sánchez (ort)
Pedro Sánchez är en ort i Dominikanska republiken.   Den ligger i provinsen El Seibo, i den östra delen av landet, 100 km öster om huvudstaden Santo Domingo. Pedro Sánchez ligger 155 meter över havet och antalet invånare är 1 621.
Terrängen runt Pedro Sánchez är kuperad åt nordväst, men åt sydost är den platt. Runt Pedro Sánchez är det ganska glesbefolkat, med 43 invånare per kvadratkilometer. Närmaste större samhälle är Santa Cruz de El Seibo, 13,1 km sydost om Pedro Sánchez. Omgivningarna runt Pedro Sánchez är en mosaik av jordbruksmark och naturlig växtlighet.